# Empire State of Mind
Empire State of Mind는 제이 지의 노래로, The Blueprint 3에 수록되어 있다. 앨리샤 키스가 피처링을 하였다.